# Madja Ruperti
Madja Ruperti, Taufname Madeleine Marie Elisabeth van Rijckevorsel (* 13. Mai 1903 in Moskau; † 5. Dezember 1981 in Basel) war eine Schweizer Malerin. Ihr Werk umfasst Malerei, Collagen, Glasarbeiten, Illustrationen, Siebdrucke und Tapisserie.

## Herkunft
Madja, geborene van Rijckevorsel, war die Tochter des holländischen Kaufmanns Karel Hubert Maria van Rijckevorsel (1875–1923). Dieser war in Moskau tätig und heiratete die in Moskau geborene Marie Elisabeth, genannt Manja Dutfoy (1882–1962). Nach der 1909 erfolgten Scheidung lebte ihr Vater in Holländisch-Indien. Ihre Mutter heiratete im Dezember 1910 den deutschstämmigen und in Moskau geborene Johannes Rüchardt, genannt Wanja (1887–1939), der u. a. mit Maxim Gorkij befreundet war. Nach der Scheidung lebten Rüchardt-Dutfoy mit Madja und ihrem Bruder Armand Louis Marie van Rijckevorsel, genannt Mulja (1906–1990), auf dem in Westpreussen liegenden väterlichen Landgut «Schackenhof». Später bekam das Ehepaar noch zwei eigene Kinder, Elisabeth, genannt Lisa (1911–1981) und Georg, genannt Jura (1914–1979).
Rüchardts Vater war der deutsche Kaufmann Georg Lebrecht Rüchardt (1851–1922). Dieser war mit Fanny von Wogau (1854–1946) verheiratet. Das Ehepaar siedelte 1905 von Moskau nach Deutschland über und zog 1909 nach Schackenhof. Fanny war in jungen Jahren eine der ersten Amateurfotografin Moskaus gewesen und besass auf dem Hof auch eine eigene Dunkelkammer mit Vergrösserungsapparat. Zusammen hatten sie zwei Töchter und zwei Söhne, die alle von Hauslehrern unterrichtet wurden.
1914, vor der Schlacht bei Tannenberg, musste die Familie auf Geheiss der Regierung den Gutsbesitz verlassen. Bei Beginn des Ersten Weltkrieges wurde Rüchardt, wie alle deutschen Staatsangehörigen im Wehrdienstalter, in die Moskauer Krutzki-Kaserne beordert und von dort als Zivilgefangener nach Ufa gebracht. Mit Ausnahme von Madja, die bei ihrer Großmutter in Moskau lebte und dort die Schule besuchte, reisten die anderen Familienmitglieder ebenso nach Ufa. Madja besuchte sie während den Sommermonaten. Nach Kriegsende wurden die Zivilgefangenen in Sonderzügen «repatriiert» und das Landgut Schackenhof wurde in einen deutschen und in einen polnischen Teil geteilt. Rüchardts Familie war über einhundert Jahre im Besitz Landgutes Schackenhof.
Madjas Tante Ida Rüchardt wurde am 27. März 1884 in Moskau geboren. Als spätere Anthroposophin und Rezitatorin hatte sie persönlichen Kontakt zu Rudolf Steiner, Marie Steiner und anderen Persönlichkeiten wie zu der eng befreundeten Schriftstellerin Monica von Miltitz (1885–1972), die sie 1919 auf Schloss-Siebeneichen kennenlernte. Sie war die Urenkelin von Ernst Haubold von Miltitz (1739–1774). Gottfried Paul Haass-Berkov (1888–1957) und seine Frau hielt sich mit seiner Haass-Berkow-Laienensemble auf Einladung von Monica im Sommer 1920 und 1921 für einige Wochen auf dem Schloss auf. Uhde liess zudem in diesen Wochen zahlreiche anthroposophische Redner kommen. Monica von Miltitz musste nach Kriegsende das Schloss verlassen und zog nach Unterlengenhardt. Dort lebte sie mit ebenso an der Anthroposophie interessierten Menschen zusammen in einem Haus. In der 1978 erschienenen kleinen Publikation Von Moskau nach Dornach-Rückblick beschreibt Ida Rüchardt fragmentarisch ihren Lebensweg.
In Berlin besuchte Madja für kurze Zeit das Landerziehungsheim Hermann-Lietz-Schule Haubinda. Danach besuchte sie die Schule des Landerziehungsheims Gaienhofen am Bodensee. In Gaienhofen besuchte sie Andreas Ruperti (1897–1987), den sie seit ihrer Jugendzeit in Moskau kannte. Ab 1922 besuchte Madja das Mädchengymnasium in Dresden und machte dort ihre Abitur. Danach verlobte sich das junge Paar im Schackenhof.

## Ruperti-van Rijckevorsel
Andreas’ Eltern waren Alfred Ruperti (1864–1928) und die in Moskau geborene Fanny, geborene Marc (1874–1952), die zur Moskauer Hautevolee gehörte. Zudem war sie verwandt mit Franz Marc. Sein Grossvater war der aus Hamburg stammende Heinrich Alexander Ruperti-Redlich (1832–1898). Dieser war Direktor der Moskauer Handelsbank.
Andreas Ruperti studierte an der naturwissenschaftlichen Abteilung der Physik-Mathematischen Fakultät der Moskauer Universität. Nach der überstürzten Flucht aus Russland fing er im Sommer 1921 ein Chemiestudium an der TH Dresden an. In Folge wurde er der Nachfolger des Assistenten Hermann Zorn bei Walter König. Danach arbeitete er bei Haller der Direktor der Kattun-Druckerei von den Gebrüder Jentsch in Grossenhain war.
Andreas und Madja heiratete am 23. März 1923 in der Lukas-Kirche in Dresden. Zudem kam ihr Sohn Johannes (Wanja), genannt Ivan und Marischa in Dreden zur Welt. Die jüngste Tochter Karin wurde 1928 in Hawkesbury geboren.
Ivan (1924–2021) studierte Nationalökonomie an der Universität Basel bei Edgar Salin und an der Universität von Paris. Dort lernte er seine zukünftige Frau Xénia Malkow (1923–2012) kennen. Ivan arbeitete u. a. für die von Rudolf Farner (1917–1984) 1950 gegründeten Dr. Rudolf Farner Werbeagentur AG. 1958 gründete er in Zürich die Werbeagentur Ruperti AG. Später war er als bekannter Gartenarchitekt tätig. Die spätere bildende Künstlerin, Texterin und Journalistin Marischa Burckhardt heiratete 1948 den Basler Rechtsanwalt, Politiker und Jazzmusiker Lukas Burckhardt. Ihre Schwester die spätere Malerin Karin Schaub heiratete den Witwer Hans Schaub (1920–2012).
1925 promovierte Ruperti. In Folge bot ihm Emil Heuser die projektierte Versuchsanlage zur Herstellung von Viscose-Kunstseide bei der Canadian International Paper Company in Hawksbury an zu übernehmen. Da er als russischer Staatsangehöriger kein Visum für Kanada bekam musst er zuerst die deutsche Staatsangehörigkeit erwerben. Schliesslich gelangte die Familie am 28. November 1927 in Ontario an. Da Ruperti in Kanada keine beruflichen Perspektiven in Aussicht gestellt wurden, kontaktierte er seinen ehemaligen Chef Haller, der inzwischen Direktor des Basler Chemie- und Pharmaunternehmen Ciba AG war. Ruperti war von 1929 bis zu seiner Pensionierung 1962 für Ciba AG als Forschungs-Chemiker tätig und u. a. mit Karl Miescher befreundet.
Die Familie lebten die ersten Jahre in einer vier Zimmer-Wohnung an der Dittingerstrasse. 1934 mietete das Ehepaar eines der von Hans Bernoulli erbauten kleinen zweistöckige Einfamilienhaus an der Kleinriehenstrasse im Eglisee-Quartier. Ende 1935 erhielt die Familie das Schweizer Bürgerrecht.
Kurz nach der Einbürgerung erbte Madja von einer verstorbenen Tante aus Holland, was ihnen ermöglichte, Bauland in Arlesheim zu erwerben. Mit den zwei Hypotheken, die sie von Bekannten erhielten, konnte sie ihren Architekt Ernst Egeler und alles Weitere bezahlen. Im Frühjahr 1937 bezog die Familie ihr Haus am Bodenweg 16 und wohnte bis 1953 dort. Innerhalb dieser Jahre, lebten u. a. ihre Mütter und unzählige andere Menschen mit im Haus. So für kurze Zeit, die Slawistin und Volkskundlerin Elsa Mahler und ihre Freundin Vera Michailowna. Im Sommer 1953 bezog das Ehepaar ihr neues Haus am «Oberen Boden» in Arlesheim.

## Madja Ruperti
Nebst der Haushaltsführung suchte sie eine für sie befriedigendere Arbeit. In Basel lernte sie die in Moscia und Basel lebende holländische Schneiderin Ali Bersma kennen. Diese führte sie in die Grundlage des Zuschneiden und Nähen ein. In der Folge beschloss Ruberti das Schneiderhandwerk von Grund auf zu erlernen. In Berlin angekommen, arbeitete sie die erste Zeit im Lette-Verein und lernte Hüte und Kleider nähen. Das Zuschneiden erlernte sie in einem anderen Atelier. Während des dreimonatigen Aufenthalts lebten ihre Kinder auf dem Schackenhof. Wieder in Basel belegte sie zudem Fotokurse an der Allgemeinen Gewerbeschule Basel. Eines Tages wurde ihr mit der Begründung, als Frau eines Chemikers hätte sie es nicht nötig einen Beruf zu erlernen, weitere Kurse von der Schulleitung untersagt.
Ruperti begann durch ihren Sohn motiviert ab ihrem 41. Lebensjahr an zu malen. In der Folge nahm sie private Malstunden bei der Kunstmalerin Ida Gertrud Schwabe.
Ihre Werke stellte Ruberti zum ersten Mal 1945 während der Weihnachtsausstellung der Basler Künstler in Basel aus. Auch hier traf sie als Frau eines Chemikers auf Missgunst und Ablehnung bei den Organisatoren und bei anderen Kunstschaffenden. In der Folge wurden ihre Werke die nächsten fünf Jahre abgelehnt. Unbeirrt davon malte sie weiter. So in Paris unter freien Himmel, wo sie durch Helen Burckhardt Hans Arp kennen lernte. Burckhardt arbeitete in dieser Zeit als Sekretärin für Arp. In der Folge unterstützte Arp Madjas künstlerisches Schaffen und die Freundschaft zwischen ihnen blieb bis zum Lebensende bestehen. Madja sah und schätzte in Arp viel mehr den Poeten als den bildenden Künstler. Wieder in Arlesheim stellte sie ihre Werke und mit grossem Erfolg bei sich zu Hause aus.
Ruberti malte nebst Stillleben und Landschaftsbilder auch Portraits. So u. a. von Fedor Stepun und ein nicht vollendetes Portrait von ihrem Schwager und Dirigent Issay Dobrowen. Das Portrait hat sie später aus dem Gedächtnis und nach ihrem eigen künstlerischen Ausdruck vollendet. Für das Portrait erhielt sie von einer Dobrowen-Verehrerin 1000 Schweizer Franken. Dobrowen heiratete 1916 Maria Ruperti, genannt Manja (1896–1997). Zusammen hatten sie die Tochter Natalia (1918–2000) und Alexander (1920–2016). Als seine Schwiegereltern im Zuge der Oktoberrevolution enteignet wurden und mittellos nach Deutschland fliehen mussten, unterstütze Dobrowen sie finanziell mehrere Male.
Madja war Mitglied der in Tessin gegründeten Movimento 22 und der Gesellschaft Schweizer Malerinnen, Bildhauerinnen und Kunstgewerblerinnen (GSMBK). Später war sie Mitglied in der GSMBA.
Ruberti experimentierte mit verschiedenen Techniken. 1950 entstand ihr erstes ungegenständliche Bild mit dem Titel Begegnung im Wald. Durch die Vermittlung von Hans Arp wurden 1952 und 1953 mehrere ihrer Werke im Salon des Réalités Nouvelles ausgestellt. 1955 hatte sie ihre erste Einzelausstellung im Frankfurter Kunstkabinett. Dort sah sie auch Werke Francis Bott, den sie später in Basel persönlich kennen lernte. Bott ermunterte sie grosszügiger zu malen und anstelle mit Pinsel mit dem Spachtel zu arbeiten.
1957 fand ihre zweite Einzelausstellung in der von Karl Lilienfeld geführten Van Diemen-Lilienfeld Galleries in New York statt. Auf einem der Werke schrieb Hans Arp ein Gedicht. Drei Jahre später stellte sie nochmals ihre Werke in der Galerie aus. Ab 1956 schuf sie Collagen. Diese Technik perfektionierte sie in den nächsten Jahren. Zudem malte sie fast drei Jahren ausschliesslich Flaschen-Stillleben. In den darauffolgenden, gegenstandslosen Bildern waren vertikale Formen vorherrschend die in den späteren Werken durch waagrechte Linien abgelöst wurden.
Zitat: „Der Maler muss sich mit dem, was er malt so identifizieren, dass er ganz Objekt, nicht mehr Betrachter ist. Der Raum um ihn, er selbst, umringt vom Raum und Zeit, Raum ohne Perspektive, als Fläche gemalt und empfunden, aber doch Raum bleibend, der alle Gegenstände vereint und eins mit dem Maler werden lässt – wenn das gelingt, so ist es gut – dann strahlt das Bild eine Unmittelbarkeit des Erlebnisses aus, das auf den Beschauer direkt übertragen wird und, wie Chagall sagt: «ihn als frischer Wind anweht»“.

## Tessin
Durch die Vermittlung von Ali Bersma konnte das Ehepaar oberhalb von Porto Ronco Bauland erwerben und 1942 ein Haus bauen. Ihr Nachbar Paul Mederow erwarb nach dem Tod seiner Partnerin im nahegelegenen Incella eine Liegenschaft. In Ascona lernten sie während einer Ausstellung den Künstler T'ang Haywen (1927–1991) kennen. T'ang Haywen kam in jungen Jahren nach Paris um Medizin zu studieren, wandte sich jedoch bald der künstlerischen Laufbahn zu. Getrennt von seinen leiblichen in China lebenden Eltern, wählte er das Ehepaar als seine Ersatz-Wahleltern und ernannte sich zu deren Adoptivsohn.
1953 erwarb das Ehepaar das Palazzòn in Incella. Nach dem Umbau vermieteten sie die Zimmer an Gäste und Madja richtete sich ihr Atelier im obersten Stockwerk im ganz verglasten «Granaio» ein. Da sie in der für sie ungewohnten grossen Atelier jedoch nicht kreativ sein konnte und von den zahlreichen Besuchern abgelenkt wurde, erwarb das Ehepaar den «Cornocc», ein Konglomerat von fünf verfallenden Häuser in Incella.
Nach ein paar Jahren des Umbaus verkauften sie das Palazzòn und lebten im Cornocc, wo sie u. a. für Luitpold Domberger eine Siebdruck-Werkstatt sowie ein Atelier einrichteten. Das Domberger-Projekt kam jedoch nicht zu Stande. So nutze Madia die Siebdruck-Werkstatt für sich. Während ihrer «geometrischen Periode» lernte sie über Dornberger Fritz Ruoff kennen. Beide haben bei Dornberger Serigraphien gemacht. Ruoffs Werke sprachen Ruberti besonders an, da sie in ihnen den Ausdruck einer künstlerischen Verwandtschaft spürte und in seinem Werdegang gewisse Ähnlichkeiten mit der eigenen künstlerischen Entwicklung sah. Madja schuf wenige grafische Werke. So entstanden ein paar Seriegrafien und Steindrucke sowie Illustrationen zu Gedichten von Giorgio Orelli und zum Gedichtbüchlein der Pariserin Penzo de la Tour.

## Basel
Als 1960 der Galerist Balz Hilt von der damals am Stadtrand liegende Aeschenvorstadt 43a an die
Rittergasse 33 umzog, entschloss sich das Ehepaar, als Untermieter, später waren sie die Mieter, in seine Wohnung zu ziehen, und verkaufte in der Folge das Haus in Arlesheim. Die kleinen Wohnräume waren über zwei Stockwerke verteilt und mit einer improvisierten Wendeltreppe verbunden. Im Untergeschoss war eine Küche mit kleiner Dusche vorhanden, im ersten Stockwerk richteten sie sich ihr Schlafzimmer ein, im zweiten Stockwerk war das kleine Atelier von Ruberti.
Da sie im kleinen Raum nur kleinformatige Bilder malen konnte, musste sie für ihre zahlreichen grossformatig gemalten Bilder im langen jedoch schmalen Gang im Erdgeschoss arbeiten. Ihre Bilder stelle sie 1961 bei Hilt an der Rittergasse, im Städtischen Museum in Wuppertal, in Ascona, Zürich und Frankfurt aus. Ab 1964 vermietete das Ehepaar tagsüber ihre Wohnung an den späteren cR Werbeagenturbesitzer Jürg Schaub. 1967 gaben sie ihre Wohnung in Basel ganz auf.
1967 und 1972 schuf Ruberti zahlreiche Tapisserien. Wegen Rückenschmerzen musste sie diese Arbeit jedoch aufgeben. Zudem schuf sie die Buntglasfenster in der Kirche von Brissago, in der Kapelle von Incella, für ein Privathaus in Basel und für eine Fabrik in Burbach. 1972 stellte sie ihre Bilder zusammen mit ihrer Tochter Karin und deren Sohn Mischa Schaub in der Basler Weihnachtsausstellung aus.
Ab 1976 lebte das Ehepaar in Miasino und befreundete sich mit dem Künstler Antonio Calderara, dessen gegenständliche Frühwerke Madja schätzte. In Positano lernte sie den Künstler Kurt Craemer und Irene Kowaliska kennen. Später bezog das Ehepaar wieder eine Wohnung in Basel. Madja Ruperti stellte ihre Werke in rund 40 Ausstellungen im In- und Ausland auf.
Maja Ruberti verfügte über einen unersättlichen Lebenshunger und wurde oft vom Malen durch Krankheiten, Kuren, Reisen, Kinder, Gäste, Haushalt und immer wieder erfolgten Bauten, Umbauten und Einrichtungen von Häusern oder Wohnungen abgehalten. Madja Ruperti verstarb in Folge eines Magenkrebs und fand ihre letzte Ruhestätte auf dem Friedhof am Hörnli.
Annelise Zwez verwaltete in den 1980er-Jahren Madjas künstlerischen Nachlass. Ivan organisierte mit den verbliebenen Werken aus ihrem Nachlass 1985/1986 eine umfassende Ausstellung im Kunstmuseum von Mendrisio. Zur Ausstellung schuf Marischa Burckhardt einen 50-seitigen Katalog, der 17 Bild-Reproduktionen enthält. Eine weitere, wesentlich kleinere Ausstellung fand in der Galerie Morcote statt.
Die abenteuerliche und weitverzweigte Familiengeschichte wurde von Andreas Ruperti schriftlich festgehalten und der Sohn Ivan hat diese und andere Erinnerungen von Familienangehörigen auf der Website publiziert.